# 锡尔韦拉马丁斯
锡尔韦拉马丁斯是巴西南大河州的一个市镇。总面积118.307平方公里，总人口2479人，人口密度21人/平方公里。